# Haromoni@
Haromoni@（ハロモニ@），是日本東京電視台（TV Tokyo）於2007年4月8日至2008年9月28日期間，逢星期日中午12時20分（日本時間）播放有關“早安少女組。”的電視節目，常被人簡稱為HM@。
自2007年4月8日起，Hello! Project專屬的綜藝節目“Hello! Morning”改以新名稱“Haromoni@”（ハロモニ@）推出，除每集播放時間由原本的一小時縮短至半小時外，節目亦變成“早安少女組。”的專有節目。以往Hello! Morning分別由Hello! Project所有成員出演，包括早安已畢業的前成員；新節目Haromoni@除了早安當時至現時的現役成員外，整個Hello! Project就只有辻希美、里田舞和小川麻琴三人曾出演過。
2008年，Haromoni@開始大量推出生寫真，以節目的拍攝場地為背景，配以成員不同類型的服裝。生寫真並沒有印上“UP-FRONT AGENCY”字樣，只印有字樣。
至2008年4月6日的一年後，Haromoni@的播放時間再度縮減，由原本的29分鐘縮減至24分鐘，播放時間由星期日中午12:20至12:49，更改為12:25至12:49。
2008年5月，Haromoni@開始在官方網站開設專門繼續發售獨家生寫真及T恤等產品。
由於節目收視長期欠佳，Haromoni@確定於2008年9月29日正式腰斬停播。並在2008年10月6日被新節目《Yorosen!》所取代。

## 收視率
2007年4月1日最後一集的Hello! Morning收視未如理想，跌至1.9%結束。其後的新節目Haromoni@於4月8日首播，當日收視更再度跌至1.2%。至4月22日，已不屬於早安少女組的前成員辻希美首度出演Haromoni@，亦是首度有非早安少女組成員亮相。至5月6日她第二度出演時，收視率回升至2.6%，可惜兩日後辻希美婚姻的消息公佈，她在Haromoni@中的工作亦告一段落。而5月6日的Haromoni@便同時成為辻希美與隊長吉澤瞳的最後一集。
2007年12月2日及9日，Haromoni@遠赴京都拍攝一連兩集與Wii Fit相關的特輯，但兩集的收視卻巧合地同為1.0%，比Haromoni@首播當日更低。2008年1月13日MouTube首播，收視曾再度跌至0.8%，首次跌破1.0%的大關，並引起傳媒關注。至1月20日播放了一集後，於1月27日第二次播放MouTube時，收視隨即急升至3.2%，甚至比辻希美與吉澤瞳的最後一集更高。由這日開始，Haromoni@便改為只播放MouTube。
2008年5月4日及11日，Haromoni@播放特輯“記憶王決定戰”的其中兩集，收視分別為0.8%及0.7%，再創新低。節目最後延至2008年9月28日正式終結。
| 播放期間                                 | 內容概要                           | 收視                      | 收視                      | 收視     | 收視     |
| 播放期間                                 | 內容概要                           | 最高                      | 最低                      | 平均收視 | 平均收視 |
| ---------------------------------------- | ---------------------------------- | ------------------------- | ------------------------- | -------- | -------- |
| 2007年1月7日－2007年4月1日               | 2007年最後13集的Hello Morning      | 3.7%                      | 1.9%                      | 2.758%   | 2.758%   |
| Haromoni@（2007年4月8日至2008年9月28日） |                                    |                           |                           |          |          |
| 2007年4月8日－2007年7月22日              | 以外景為主的首16集Haromoni@        | 2.6%                      | 1.2%                      | 1.888%   | 1.888%   |
| 2007年7月29日－2008年1月20日             | 主要以邀請嘉賓進行各類比賽作為內容 | 2.5%                      | 1.0%                      | 1.746%   | 1.746%   |
| 2008年1月13日－2008年5月25日             | MouTube（一月至五月）              | 3.2%                      | 0.7%                      | 1.584%   | 1.500%   |
| 2008年6月1日－2008年9月28日              | MouTube（六月至九月）              | 2.2%                      | 0.9%                      | 1.411%   | 1.500%   |
| Haromoni@的總平均收視為：                | Haromoni@的總平均收視為：          | Haromoni@的總平均收視為： | Haromoni@的總平均收視為： | 1.657%   | 1.657%   |

## 主題曲
每集Haromoni@開始時，均會播放一首名為“Cecilia”的英文歌：
Cecilia, you're breaking my heart, you're shaking my confidence daily.
此曲是Simon and Garfunkel於1970年的作品，原本收錄於大碟Bridge over Troubled Water內，歌詞頗有意思。

## 外部連結
- Haromoni@公式網頁（页面存档备份，存于） （日語）

## 註解
1. ↑  .   [2008-08-24]. （原始内容存档于2009-08-25）.
2. ↑  .   [2008-08-17]. （原始内容存档于2008-08-26）.
3. ↑  全部37集MouTube。